# Quendon and Rickling
Quendon and Rickling est une paroisse civile de l'Essex, en Angleterre.